# Monofosfat de desoxiguanosina
El Monofosfat de desoxiguanosina, de fórmula química C10H14N₅O₇P,(en anglès:Deoxyguanosine monophosphate, abreujat com a dGMP) també conegut com a desoxiguanilat, és un derivat de l'àcid nucleic comú trifosfat de guanosina (GTP), en el qual el grup hidroxil –OH del carboni 2' de la pentosa ha estat reduït a només un àtom d'hidrogen (d'aquí ve el nom de "desoxi-"). La part del nom "monofosfat" indica que dos dels grups fosfat del GTP s'han tret probablement per hidròlisi.